# Dea di Taranto

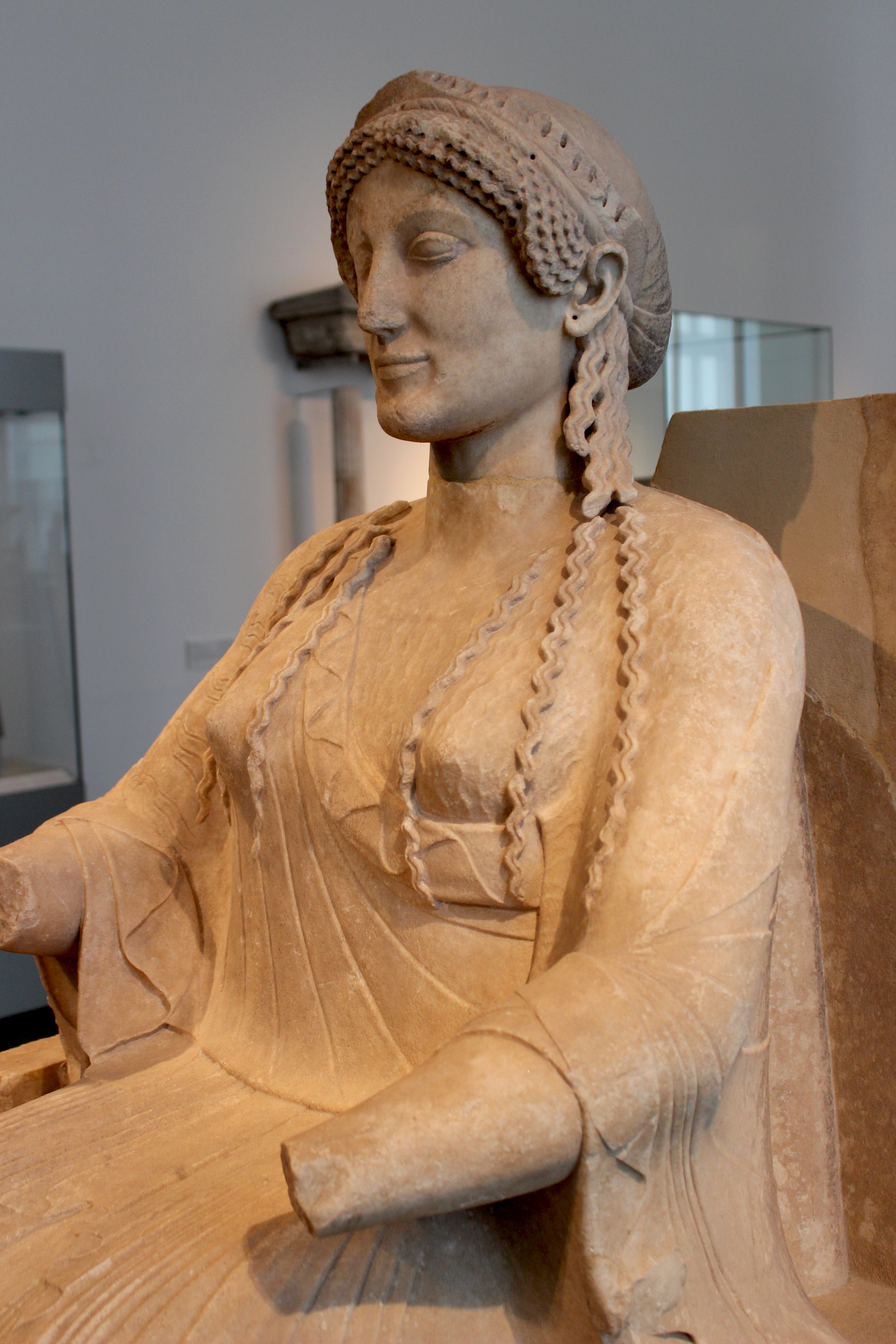
Particolare del viso

Dea di Taranto è il nome convenzionale attribuito ad una statua in marmo, capolavoro della scultura greca, detta anche Divinità in trono, datata intorno al 480 a.C., che secondo gli esperti rappresenterebbe una dea greca, probabilmente Persefone, Afrodite o Era. Rinvenuta ai primi del novecento durante i lavori di costruzione del borgo di Taranto.

## Descrizione
La statua fu rinvenuta durante la costruzione di palazzi privati in via Duca degli Abruzzi a Taranto nel 1912, oggi appartiene all'Antikensammlung Berlin, inventariata al Nr. SK 1761, ed è esposta all'Altes Museum nella Museuminsel di Berlino.
Presso il Museo archeologico nazionale di Taranto, è presente una copia realizzata tramite scansione laser nel 2016 donata dall' Altes Museum, che riconobbe la paternità dell'opera alla città di Taranto. Da Taranto, espatriata con documenti falsi, fu messa all’asta in Svizzera e acquistata dall’Imperatore di Germania, Guglielmo II, per la consistente cifra di un milione di marchi. 
Fu anche battezzata Persefone Gaia, per il sorriso caratteristico delle statue del periodo arcaico, tuttavia l'assenza di qualsiasi attributo non permette alcuna affermazione certa su quale dea vi sia raffigurata. 
Il notevole peso della dea assisa in trono non è portato dalle esili ed elaborate colonnine, ma da un enorme cubo di marmo nascosto sotto il sedile. Ci sono solo poche tracce del colore della statua sul retro del trono, mentre piccoli fori di ingresso testimoniano la presenza di orecchini e diadema, oggi scomparsi.
La statua è caratterizzata da un aspetto solenne, in cui la rigida postura tipica dello stile arcaico si combina con un raffinato abbigliamento e con la serenità dell'arte tardo-arcaica o severa.

### L'ipotesi dell'origine di Locri
Secondo le teorie di alcuni studiosi locali, tra cui il Adriano Scarmozzino, gli scrittori Gaudio Incorpora e Pino Macrì, e l'archeologo Paolo Orsi, sarebbe stata invece rinvenuta nei primi del '900 da un contadino in una vigna del territorio di Locri, in Calabria, dove sorgeva l'antica città di Locri Epizefiri, e in seguito fu trasportata di nascosto a Taranto. Tra le argomentazioni si sostiene che non è attestato al culto significativo della dea Persefone a Taranto, mentre a Locri è ben noto il Santuario di Persefone, tra i più importanti del mondo greco, sebbene nella poleis di Taras (l'odierna Taranto) che in quella di Locri il culto di Persefone era ampiamente diffuso in epoca greca.
Tuttavia, la magistratura locrese aprì un'inchiesta che si chiuse subito, in quanto il contadino non venne ritenuto credibile.
Non esiste infatti alcuna prova tangibile o documento che attesti l'effettiva appartenenza della statua all'area della locride. Semmai,  le lettere-denunce risalenti al 1912 conservate dalla Soprintendenza, gli appunti autografi dell’allora Direttore del Museo, la corrispondenza fra il Museo di Taranto ed il Ministero dell'Educazione Nazionale e il dossier su una indagine effettuata nel 1934 dalla Guardia di Finanza di Taranto, che a vent'anni di distanza, rintracciò i responsabili del trafugamento della statua e mise a verbale le loro confessioni, precisano il luogo di rinvenimento della statua in un pozzo profondo 4 metri in Via Duca degli Abruzzi n.73.